# Contea di Ninghua
La contea di Ninghua (宁化县S, Nínghuà XiànP) è una contea della Cina, situata nella provincia del Fujian.